# Marcos Arakaki
Marcos Arakaki (São Paulo, ) é um maestro brasileiro. Atua como regente associado da Orquestra Filarmônica de Minas Gerais. Foi regente assistente da Orquestra Sinfônica Brasileira. Foi regente titular da Orquestra Sinfônica Brasileira Jovem e da Orquestra Sinfônica da Paraíba. Arakaki também atuou no exterior como dirigente da Filarmônica de Buenos Aires, a Sinfônica de Xalapa, Orquestra da American Academy of Conducting em Aspen, a Filarmônica da Universidade Autônoma do México, a Kharkiv Philharmonic da Ucrânia e a Boshlav Martinu Philharmonic da República Tcheca.

## Biografia
Marcos Arakaki é o regente assistente da Orquestra Filarmônica de Minas Gerais. Já atuou na mesma função na Orquestra Sinfônica Brasileira da Cidade do Rio de Janeiro e regente titular da Orquestra Sinfônica da Paraíba, ambas desde 2007. Paralelamente, vem desenvolvendo desde 2008 um trabalho à frente da Orquestra Sinfônica Brasileira Jovem.
Vencedor do I Concurso Nacional Eleazar de Carvalho para Jovens Regentes, realizado no Rio de Janeiro em 2001, Marcos Arakaki tem dirigido importantes orquestras no Brasil e no exterior. Dentre as nacionais, destaca-se as orquestras sinfônicas dos estados de São Paulo, Minas Gerais, Paraná, Rio Grande do Norte e Paraiba, Petrobras Sinfônica, Orquestra Sinfônica de Campinas, Recife, da USP e da UNICAMP, Orquestra de Câmara da OSESP, Orquestra Experimental de Repertório de São Paulo.
Em 1998, concluiu o bacharelado em violino pela Universidade Estadual Paulista (UNESP) na classe do Prof. Ayrton Pinto. Em 2004, concluiu o mestrado em regência orquestral pela Universidade de Massachusetts em Amherst, com o apoio da Fundação Vitae (2003–2004).
Participou em 2005 do prestigiado Aspen Music Festival nos Estados Unidos, quando teve aulas com grandes nomes da regência como Sir Neville Marriner, Leonard Slatkin e David Zinman. Ainda fizeram parte de sua formação os maestros Kurt Masur, Charles Dutoit, Alain Hazendilne, Roberto Minczuk, entre outros.
Entre 2000 e 2002, foi o principal regente convidado da Camerata Fukuda e regente assistente da Orquestra Sinfônica de Santo André. Em 2005, foi o principal regente da Orquestra Sinfônica de Ribeirão Preto.